# جون مونتجومري غلوفر
جون مونتجومري غلوفر (بالإنجليزية: John Montgomery Glover)‏ هو محامي وسياسي أمريكي، ولد في 4 سبتمبر 1822 في هارودسبورغ في الولايات المتحدة، وتوفي في 15 نوفمبر 1891. حزبياً، نشط في الحزب الديمقراطي. وقد انتخب عضو مجلس النواب الأمريكي.